# Ikeda Tsuneoki
Ikeda Tsuneoki (池田 恒興 (Trì Điền Hằng Hưng) 1536 – 18 tháng 5, 1584), còn được gọi là Ikeda Nobuteru (池田 信輝 (Trì Điền Tín Huy)), là một daimyo và vị tướng dưới thời đại Sengoku và thời đại Azuchi-Momoyama, thế kỷ 16 ở Nhật Bản. Ông là thuộc tướng của hai đại lãnh chúa nổi tiếng Oda Nobunaga và Toyotomi Hideyoshi. Cha ông là Ikeda Toshitsune, phục vụ cho Oda Nobuhide. Có nhiều thuyết khác nhau về nơi sinh của ông (bao gồm Owari, Mino, Settsu và Ōmi).
Ông là một trong bốn karō ở lâu đài Kiyosu. Ông giữ chức Kii-no-kami (紀伊守 (Kỷ Y Thủ)). Tên hiệu của ông là Shōzaburo (勝三郎 (Thắng Tam Lang)). Ông sau đó đi tu và lấy pháp hiệu là Shōnyu (勝入 (Thắng Nhập)). Thời trai trẻ, ông phục vụ Nobunaga, vì mẹ ông là mẹ nuôi của Nobunaga. Năm 1570, ông lập công trong trận Anegawa và trở thành chủ nhân lâu đài Inuyama. Sau đó, ông tham dự vào nhiều trận chiến, như trận Nagashino chống lại gia tộc Takeda.
Năm 1580, ông đánh bại Araki Murashige, người vây hãm ông trong lâu đài Hanakuma và được ban cho lãnh địa của Murashige. Năm 1582, ông đứng về phía Toyotomi Hideyoshi trong trận Yamazaki sau Sự kiện chùa Honnō-ji, và đánh bại Akechi Mitsuhide. Ông cũng tham dự cuộc họp ở lâu đài Kiyosu. Năm 1583, ông được nhận lãnh địa 130.000 koku ở tỉnh Mino, và trở thành chủ lâu đài Ogaki.
Năm 1584, ông tham dự trận Komaki và Nagakute về phe Hideyoshi. Ông chiêm được lâu đài Inuyama ngay đợt tấn công đầu tiên. Tuy nhiên, ông và con trai trưởng, Ikeda Motosuke, hy sinh trong trận Nagakute. Con trai thú hai của ông, Ikeda Terumasa, thừa kế ông làm lãnh đạo của gia tộc Ikeda.